# Alwin Diemer
Alwin Diemer (* 16. April 1920 in Eisenberg (Pfalz); † 25. Dezember 1986 in Düsseldorf) war ein deutscher Philosoph, Phänomenologe, Wissenschaftstheoretiker und Wissenschaftsmanager.

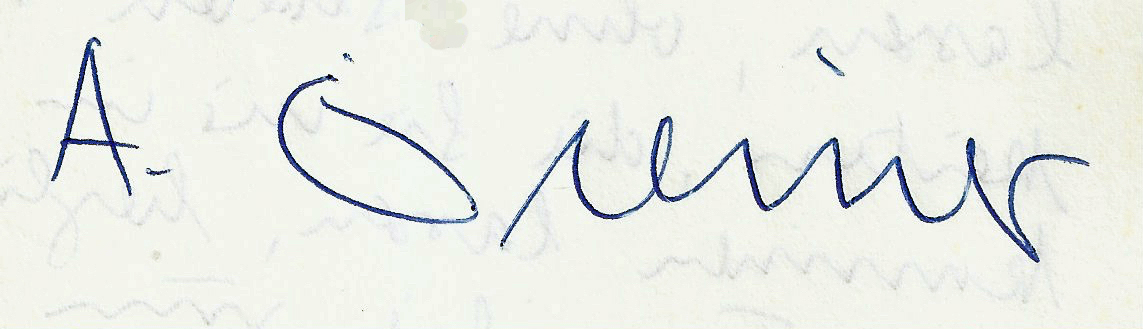
Alwin Diemer. Signatur 1964

## Leben und Wirken
Alwin Diemer besuchte das humanistische Gymnasium in Landstuhl und das Gymnasium am Kaiserdom in Speyer. Nach dem Abitur 1938 begann er mit dem Studium der Medizin und Philosophie an der Friedrich-Alexander-Universität Erlangen und der Ludwig-Maximilians-Universität München. Der Zweite Weltkrieg brachte ihm Militärdienst und Gefangenschaft. Gleich nach dem Krieg nahm er das Studium wieder auf und konnte schon 1947 sein Medizinstudium mit dem Staatsexamen und der Promotion in Heidelberg abschließen. Von 1948 an war Diemer an der Universität Mainz wissenschaftlicher Assistent von Fritz-Joachim von Rintelen, bei dem er 1950 mit der Dissertation „Zum Problem des Unbewußten in seiner geschichtlichen Entwicklung“ zum Dr. phil. promovierte. 1954 erfolgte seine Habilitation für das Fach Philosophie mit der Studie „Edmund Husserl. Ein Versuch einer systematischen Darstellung seiner Phänomenologie“. Er lehrte als Privatdozent und ab 1959 als apl. Professor am Philosophischen Seminar der Universität Mainz und war maßgeblich am Aufbau des Mainzer „Studium generale“ beteiligt. Im Sommer 1963 folgte er einem Ruf nach Düsseldorf an die Medizinische Akademie, die damals vor der Umwandlung zur Universität stand. Als deren ersten geisteswissenschaftlichen Lehrstuhl gründete Diemer das „Philosophische Institut“, an dem er ab 1967 eine „Forschungsabteilung für philosophische Information und Dokumentation“ (PHILIS) aufbaute und 1969 eine „Forschungsabteilung für Wissenschaftstheorie“ ins Leben rief. Diemer wurde 1968 und 1969 zum Rektor gewählt und war anschließend bis 1974 Prorektor.
Von 1963 bis 1974 war Diemer regelmäßig Gastprofessor in den USA (Princeton u. a.) und Kanada. In Spanien, Jugoslawien, Italien, Polen, der Sowjetunion, in Brasilien und Venezuela sowie in Afrika hielt er an vielen Universitäten Gastvorlesungen und Vorträge. 1966 bis 1970 wirkte Diemer als Geschäftsführer der „Allgemeinen Gesellschaft für Philosophie in Deutschland“. In dieser Eigenschaft organisierte er 1969 den „Deutschen Kongress für Philosophie“ in Düsseldorf. Als Präsident der „Fédération Internationale de Sociétés de Philosophie (FISP)“ (1978–1983) hat er 1978 den „16. Weltkongress für Philosophie“ in Düsseldorf ausgerichtet. 1982 organisierte er als eine der letzten größeren Veranstaltungen ein internationales philosophisches Afrika-Symposium.
Seit 1971 war Diemer deutscher Vertreter im „International Council for Science Policy Studies“. Vom selben Jahr an war er Vizepräsident und von 1974 bis 1977 Präsident der „Gesellschaft für Wissenschaftsgeschichte“. Von 1972 bis 1975 war Diemer noch Vizepräsident der „Deutschen Gesellschaft für Dokumentation“ und ab 1973 Vorsitzender des Ausschusses für Wissenschaftstheorie bei der Deutschen Forschungsgemeinschaft.
Kurz nach seiner Emeritierung erlag Diemer am ersten Weihnachtstag 1986 einem Schlaganfall. Am 2. Januar 1987 wurde er in seiner Geburtsstadt Eisenberg beigesetzt.
Der Nachlass von Alwin Diemer ist in den Jahren 2001–2003 in das Universitätsarchiv Düsseldorf gekommen.

## Philosophie als „neue transzendentale Phänomenologie“
Als Wissenschaftsmanager nach vielen Seiten anregend, fördernd und motivierend tätig, blieb Alwin Diemer als Philosoph die Sache der Phänomenologie ein durchgängiges Anliegen. Er war von Husserl ausgegangen, hatte ihn von Kant her verstanden und wollte aus dem, was er als ihre Grundintentionen ansah, eine „neue transzendentale Phänomenologie“ entwickeln. Um diese „neue Phänomenologie“ hat er in immer neuen Entwürfen, in veröffentlichten und unveröffentlichten Skizzen und in seinen Lehrveranstaltungen gerungen, ohne sie doch in einer größeren Monographie konsolidieren zu können. Mit Kant war ihm Philosophie Fragen nach den „Bedingungen der Möglichkeit“ von allem und jedem. Seine Aufmerksamkeit und damit sein Fragen richtete sich immer zuerst auf die Wörter, die Terminologie eines thematischen Gegenstandes, dann auf die Sachverhalte, die „Phänomene“, die damit gemeint sein konnten. „Orientierung an den Primärgegebenheiten im hic et nunc“ nannte er diese Untersuchungen, von denen „das transzendentale Rückfragen in seinen verschiedenen Stufen“ Ausgang nahm, Rückfragen hinsichtlich der Begründungen und Voraussetzungen dafür, dass etwas als Phänomen gegeben ist. Dabei entwickelte er eine große Meisterschaft, die „Phänomene“ im Lichte aller möglichen traditionellen und neueren „Metaphysiken“ erscheinen zu lassen. Es ging ihm darum, sich auf die historischen Weltanschauungen und Weltbilder und ihre modernen Fortbildungen verstehend einzulassen, sie hermeneutisch zu „rekonstruieren“, um sich aus der intimen Vertrautheit mit ihnen überhaupt erst in die Lage zu versetzen, ihre „Angeln“ und „Gelenke“ aufzudecken, durch die sie sich wesentlich unterscheiden, und das Fundament zu ergründen, auf dem sie letztlich beruhen. Das nannte er den „transzendentalen Boden“ und die Frage danach, was und wie er beschaffen sei, sollte das genuine Forschungsfeld der „neuen Phänomenologie“ und der Philosophie überhaupt sein. In diesem Sinne versteht sich auch Diemers Bemühen, andere Länder und Kulturen in das philosophische Gespräch einzubeziehen, vor allem – weil damals in der Philosophie noch zu wenig beachtet – südamerikanische und afrikanische.

## Ehrungen
- Ehrenvizepräsidentschaft der Fédération Internationale de Sociétés de Philosophie (FISP) nach dem Erfolg des 16. Weltkongresses für Philosophie in Düsseldorf 1978.
- 1983 Bundesverdienstkreuz erster Klasse.
- Gedenkschrift für Alwin Diemer: Die Philosophie in der modernen Welt. Hrsg. von Ulrike Hinke-Dörnemann. 2 Bände. Lang, Frankfurt a. M., Bern, New York, Paris 1988, ISBN 3-8204-7349-1

## Veröffentlichungen (Auswahl)
Eigenständige Publikationen
- Edmund Husserl. Versuch einer systematischen Darstellung seiner Phänomenologie. Hain, Meisenheim am Glan 1956. 2., verb. Aufl. 1965
- Einführung in die Ontologie. Hain, Meisenheim am Glan 1959
- Grundriß der Philosophie Band I: Allgemeiner Teil. Hain, Meisenheim am Glan 1962
- Grundriß der Philosophie Band II: Die philosophischen Sonderdisziplinen. Hain, Meisenheim am Glan 1964
- Was heißt Wissenschaft? Hain, Meisenheim am Glan 1964
- Elementarkurs Philosophie. Econ, Düsseldorf, Wien
  - Dialektik. 1976, ISBN 3-430-12073-X
  - Hermeneutik. 1977, ISBN 3-430-12069-1
  - Philosophische Anthropologie. 1978, ISBN 3-430-12068-3

Publikationen als Herausgeber (Auswahl)
- Der Wissenschaftsbegriff. Historische und systematische Untersuchungen. Meisenheim a. Glan 1970.
- (mit Ivo Frenzel): Fischer Lexikon Bd. 11: Philosophie. Fischer Bücherei, Frankfurt a. M 1958. Neubearbeitung 1980 (353.–369. Tsd.), ISBN 3-596-40011-2
- (mit Lutz Geldsetzer und Gert König) Gründung und Hrsg. der „Zeitschrift für allgemeine Wissenschaftstheorie / Journal for General Philosophy of Science“, die von 1970 bis 1989 im Franz Steiner Verlag, Wiesbaden erschien und seit 1990 allein unter dem englischen Titel bei Kluwer Academic Publishers (heute: Springer) in Dordrecht herauskommt. ISSN 0925-4560
- Symposium on Philosophy in the Present Situation of Africa. Steiner, Wiesbaden 1981, ISBN 3-515-03273-8
- (en coopération avec J. Paulin Hountondji): Africa and the problem of its identity / L' Afrique et le problème de son identité / Afrika und das Problem seiner Identität [Internat. Philos. Symposium on Culture and Identity of Africa]. Lang Frankfurt a. M., Bern, New York 1985, ISBN 3-8204-5170-6